# Fred Myton
Fred Myton, connu aussi sous le nom de Fred Kennedy Myton, est un scénariste américain, né le 15 novembre 1885 à Garden City (Kansas) et décédé le 6 juin 1955 à Los Angeles (Californie).

## Filmographie
- 1916 : The Social Buccaneer
- 1916 : Barriers of Society
- 1916 : The Devil's Bondwoman
- 1916 : Kinkaid, Gambler
- 1916 : The Isle of Life
- 1917 : Follow the Girl
- 1917 : Come Through
- 1917 : Fear Not
- 1917 : Fighting for Love
- 1917 : Fighting Mad
- 1917 : Heart Strings
- 1917 : Love Aflame
- 1917 : The Charmer
- 1917 : The Lash of Power
- 1917 : Mr. Dolan of New York
- 1917 : The Spotted Lily
- 1917 : The Terror
- 1917 : The Devil's Pay Day
- 1917 : Princess Virtue
- 1917 : Triumph
- 1918 : Blue Blood
- 1918 : Face Value
- 1918 : Fires of Youth
- 1918 : Kultur
- 1918 : The Love Swindle
- 1918 : Maid O' the Storm
- 1918 : Shackled
- 1918 : Allez-vous coucher ! (All Night)
- 1918 : The Dream Lady
- 1918 : The Lure of Luxury
- 1919 : Le Secret de l'or (Desert Gold) de T. Hayes Hunter
- 1919 : Who Will Marry Me?
- 1919 : A Fugitive from Matrimony
- 1919 : Hearts Asleep
- 1919 : Tangled Threads
- 1919 : A Taste of Life
- 1919 : A Trick of Fate
- 1919 : The Gray Wolf's Ghost
- 1919 : Josselyn's Wife
- 1919 : A Man in the Open
- 1919 : The Silk Lined Burglar
- 1919 : The Prince and Betty
- 1919 : Fighting Cressy de Robert Thornby
- 1920 : The Deadlier Sex de Robert Thornby
- 1920 : Dice of Destiny
- 1920 : Felix O'Day
- 1920 : La Marque infâme (Half a Chance), de Robert Thornby
- 1920 : Une heure avant l'aube (One Hour Before Dawn)
- 1920 : Simple Souls
- 1921 : The Land of Hope
- 1922 : The Game Chicken
- 1922 : South of Suva
- 1923 : Les Deux Gosses (Jealous Husbands)
- 1923 : La Bouteille enchantée (The Brass Bottle)
- 1923 : La Folie de l'or (Gold Madness) de Robert Thornby
- 1923 : The Spoilers
- 1923 : Where the North Begins
- 1924 : Torment
- 1925 : La Danseuse de Broadway (Broadway Lady) de Wesley Ruggles
- 1925 : Forbidden Cargo
- 1925 : Lady Robinhood de Ralph Ince
- 1925 : Nuits parisiennes (Parisian Nights) d'Alfred Santell
- 1925 : Midnight Molly
- 1925 : Smooth as Satin
- 1925 : Three Wise Crooks
- 1926 : The Isle of Retribution
- 1926 : Man of the Forest
- 1926 : La Reine des diamants (Queen o' Diamonds) de Chester Withey
- 1927 : Swope le cruel (The Blood Ship) de George B. Seitz
- 1927 : The Bushman
- 1927 : The Mysterious Rider
- 1928 : Gang War
- 1928 : Hello Cheyenne
- 1928 : A Horseman of the Plains
- 1928 : The Singapore Mutiny
- 1929 : The Air Legion
- 1929 : The Great Divide
- 1929 : L'Île des navires perdus (The Isle of Lost Ships) d'Irvin Willat
- 1929 : Kid Gloves
- 1929 : Smoke Bellew
- 1929 : The Voice of the Storm
- 1930 : The Other Tomorrow de Lloyd Bacon
- 1932 : L'Aigle blanc (White Eagle) de Lambert Hillyer
- 1933 : King of the Wild Horses
- 1936 : Border Phantom
- 1937 : Harlem on the Prairie
- 1937 : The Roaming Cowboy
- 1937 : Gun Lords of Stirrup Basin
- 1937 : Doomed at Sundown
- 1937 : The Gambling Terror
- 1937 : Trail of Vengeance
- 1937 : The Trusted Outlaw
- 1937 : Moonlight on the Range
- 1938 : Desert Patrol
- 1938 : Gunsmoke Trail
- 1938 : Knight of the Plains
- 1938 : The Terror of Tiny Town
- 1938 : Two Gun Justice
- 1939 : Six-Gun Rhythm
- 1939 : Code of the Fearless
- 1939 : Rollin' Westward
- 1940 : Prairie Schooners
- 1940 : Texas Stagecoach
- 1940 : Pioneers of the Frontier
- 1940 : The Wildcat of Tucson
- 1940 : Two-Fisted Rangers
- 1940 : The Return of Wild Bill
- 1941 : Billy the Kid Wanted
- 1941 : Billy the Kid's Round-Up
- 1941 : Gentleman from Dixie
- 1941 : The Pinto Kid
- 1941 : The Lone Rider in Frontier Fury
- 1942 : The Lone Prairie
- 1942 : The Mad Monster
- 1942 : Prairie Gunsmoke
- 1942 : Tumbleweed Trail
- 1943 : Dead Men Walk
- 1943 : Death Valley Manhunt
- 1943 : Law of the Saddle
- 1943 : Riders of the Northwest Mounted
- 1943 : The Black Raven
- 1943 : The Black Hills Express
- 1943 : The Kid Rides Again
- 1944 : Nabonga Gorilla
- 1944 : Thundering Gun Slingers
- 1944 : Wyoming Hurricane
- 1944 : Oath of Vengeance
- 1945 : Apology for Murder de Sam Newfield
- 1945 : The Kid Sister
- 1945 : Prairie Rustlers
- 1945 : Shadows of Death
- 1945 : Stagecoach Outlaws
- 1946 : Gentlemen with Guns
- 1946 : Murder Is My Business de Sam Newfield
- 1946 : Prairie Badmen
- 1947 : Lady Chaser
- 1947 : Three on a Ticket  de Sam Newfield
- 1947 : Too Many Winners
- 1948 : The Counterfeiters
- 1948 : Miraculous Journey
- 1950 : Hi-Jacked
- 1950 : Western Pacific Agent
- 1951 : Whistling Hills
- 1952 : The Gunman